# Make Me Feel (Janelle Monáe)
Make Me Feel è un singolo della cantante statunitense Janelle Monáe, pubblicato il 22 febbraio 2018 come primo estratto dal terzo album in studio Dirty Computer.

## Descrizione
Monáe co-scrisse la canzone con Julia Michaels, Mattias Larsson, Robin Fredriksson e Justin Tranter. La cantante afferma che Prince l'abbia aiutata nella configurazione musicale del brano, ma non nella stesura, mentre numerosi critici vedono nel tema della bisessualità uno spunto da parte dell'artista defunto prima della realizzazione.

## Video musicale
Il video musicale è stato pubblicato il 22 febbraio 2018 sul canale YouTube della cantante. Il video vede la direzione di Alan Ferguson, il quale pone la Monáe insieme all'attrice Tessa Thompson in una discoteca simile a quella mostrata nell'episodio Black Mirror, "SanJunipero". La cantante flirta con la Thompson e un uomo; a un certo punto corre tra i due come se lei non sapesse decidere quale vuole. In definitiva, balla con entrambi sullo sfondo della bandiera bisessuale.
Natalie Maher descrive il video per Billboard, osservando che «adotta un approccio più ispirato a Prince, sia musicalmente che esteticamente, con l'attrice Tessa Thompson che entra prepotentemente in un club anni '80, dando alcune delle migliori mosse e degli sguardi che abbiamo visto da lei. Il video presenta anche quella che sembra essere un'allusione ai video iconici di Robert Palmer degli anni '80, con la Monae che suona una chitarra bianca, sostenuta dal suo stesso gruppo di ballerine funky».

## Riconoscimenti
- MTV Video Music Awards[7]
  - 2018 – Candidatura alla miglior regia
  - 2018 – Candidatura al miglior montaggio

## Uso nei media
La canzone è stata usata negli spot pubblicitari per la fase serale della diciassettesima edizione del talent show Amici di Maria De Filippi.
Morellato sceglie la canzone come colonna sonora della campagna pubblicitaria “Je we ls are so sexy”.
È stata anche utilizzata come sigla di apertura di Human Resources, serie animata Netflix spin-off della più celebre Big Mouth.

## Classifiche
| Classifica (2018) | Posizione massima |
| ----------------- | ----------------- |
| Canada            | 98                |
| Francia           | 69                |
| Regno Unito       | 74                |
| Stati Uniti       | 99                |